# Biblica (Zeitschrift)
Biblica ist eine vom Päpstlichen Bibelinstitut herausgegebene akademische Fachzeitschrift, die viermal jährlich erscheint. Die 1920 gegründete Zeitschrift publiziert Artikel zu Themen der Bibelwissenschaft des Alten und Neuen Testaments sowie der zwischentestamentlichen Literatur, insbesondere in den Bereichen der Exegese, der Philologie und der Geschichtswissenschaft.
Der derzeitige Hauptherausgeber (Stand 2022) ist Dean Béchard. Herausgeber für Altes Testament ist Dominik Markl, für Neues Testament Andrzej Gieniusz sowie für Rezensionen Joseph Riordan.